# Bełchatów
Bełchatów è una città polacca del distretto di Bełchatów, nel voivodato di Łódź, nella zona centrale del paese. Ricopre una superficie di 34,63 km² e nel 2006 contava 62 192 abitanti.
Sorge 70 km a sud di Łódź e 162 km a sud-ovest di Varsavia.

## Sport

### Calcio
La squadra principale della città è il Górniczy Klub Sportowy Bełchatów, che ha militato nell'Ekstraklasa, massima divisione calcistica del paese.

### Pallavolo
La squadra della città è lo Skra Bełchatów, militante in Polska Liga Siatkówki.